# 豊田 (飲食業)
株式会社豊田（とよだ、TOYODA Co,Ltd. ）はかつて「寿し常」のブランドで寿司店を運営していた日本の企業。東京都豊島区に存在していた。

## 概要
1949年4月に創業し、1964年7月に法人へ改組。以降、首都圏において、江戸前寿司と回転寿司の中間業態をコンセプトにした「海鮮処寿し常」、回転寿司「寿しの魚常」、居酒屋業態の「大塚寿し常」を37店舗展開していた。
2008年6月期には年売上高約72億7200万円の売上があった。しかし、同業者間の競争などにより、2019年6月期の売上は約51億1500万円にまで落ち込んだ。2020年に発生した新型コロナウイルスによる緊急事態宣言発令により店舗の臨時休業を余儀なくされたと同時に、売上が固定費を大幅に下回るなど業績が悪化。
このため豊田は、2020年6月1日に東京一番フーズが設立した株式会社寿し常（同日付で株式会社プロジェクトスミレから商号変更）へ一部事業を譲渡したと同時に事業を停止し、関連会社である益子食品と共に、事後処理を弁護士に一任。同年7月13日に益子食品と共に、東京地方裁判所から破産手続開始決定を受けた。負債総額は約30億円。
公式サイトも事業譲渡と同時に寿し常へ譲渡された。
豊田の破産管財人は2020年11月25日に、事業譲渡における金額が不当であるとして、譲渡先の東京一番フーズを相手取り東京地方裁判所へ提訴した。

## 末期に展開していた店舗
26店舗は株式会社寿し常へ譲渡された。新型コロナウイルスによる臨時休業を行った11店舗は、株式会社寿し常へ譲渡されず、そのまま閉店した。